# Feinstaub

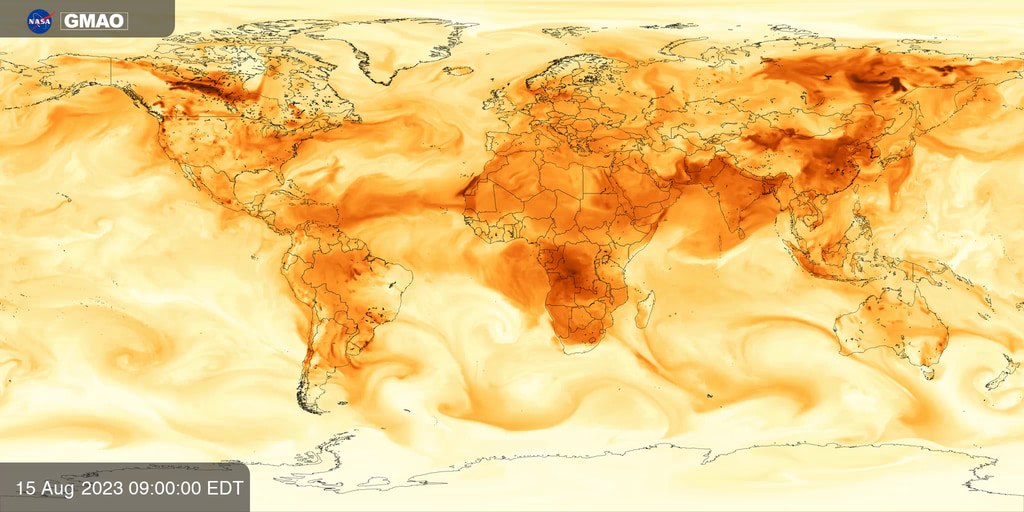
Modell der NASA, auf der die globale Feinstaubbelastung
im Jahr 2023 sichtbar gemacht wird

Feinstaub ist ein Teil des Schwebstaubs. Feinstaub ist ein wesentlicher Faktor der Luftverschmutzung.
Die Begriffe Aerosol und Feinstaub werden meist gleichbedeutend verwendet.
Nach der Richtlinie der WHO zur Luftreinhaltung (WHO global air quality guidelines) ist Luftverschmutzung global der Umweltfaktor mit der größten Bedrohung der menschlichen Gesundheit. Feinstaub schädigt weltweit mehr Menschen als irgendein anderer Luftschadstoff.
Mittlerweile trägt Feinstaub jährlich zum Tod von Millionen Menschen bei, die an Lungen-, Herz-Kreislauf- und weiteren Krankheiten, die sich feinstaubbedingt verschlimmern, sterben. Die Vereinten Nationen berufen sich auf eine Studie, die in Zusammenarbeit vom UNICEF erstellt wurde und von 8,1 Millionen Todesfällen im Jahr 2021 spricht (darunter etwa 700.000 Kinder unter fünf Jahren), während andere Quellen die Zahl der Opfer bei 6 Millionen ansetzen
Die Max-Planck-Gesellschaft geht davon aus, dass sich die Anzahl der durch Luftverschmutzung verursachten Todesfälle bis 2100 verfünffachen könnte – wenn keine entsprechenden Gegenmaßnahmen getroffen werden.
Die höchsten Feinstaub-Belastungen registrierten die verkehrsnahen Messstationen. Mittlerweile ist bekannt, dass Verkehrsbauwerke aus Asphalt zu einer Erhöhung der Feinstaubbelastung beitragen und in einigen Gebieten bereits (2020) die Feinstaubemissionen von Pkws überstiegen. Trotzdem gilt die Landwirtschaft als Hauptverursacher von Feinstaub, was insbesondere mit der intensiven Nutztierhaltung zusammenhängt.

## Definition
Die aktuelle Definition des Feinstaubs geht zurück auf den im Jahr 1987 eingeführten National Air Quality-Standard for Particulate Matter (kurz als PM-Standard bezeichnet) der US-amerikanischen Umweltschutzbehörde EPA (Environmental Protection Agency). Die ursprüngliche Definition des Feinstaubs basierte auf der Johannesburger Konvention aus dem Jahr 1959 und sah als Trennkorndurchmesser einen aerodynamischen Durchmesser von 5 Mikrometer (µm) vor.
Neben dem PM-Standard, der nach Partikelgröße einteilt, kann man Stäube auch nach Beschaffenheit, Herkunft oder anderen Kriterien einteilen. Während also bei PM die von der Größe abhängige Wirksamkeit im Vordergrund steht, schlüsseln andere Modelle etwa unter dem Aspekt der stofflichen und strukturellen Toxizität oder nach dem Verursacher auf. Eine hinreichend vollständige Betrachtung lässt sich nur unter Einbeziehung mehrerer Modelle erreichen. Ein rein auf einem PM-basierendes Erfassungs- und Auswertekonzept wäre damit prinzipbedingt mindestens unvollständig (und/oder irreführend); ebenso jegliche Diskussion, die sich rein auf den Begriff des Feinstaubs beschränkt, während es um die Diskussion von Luftschadstoffen bzw. um Luftreinhaltung geht.
Ein generelles Problem der Feinstaub-Bewertung steckt demnach in den verwendeten Messmethoden, die oftmals die Masse der gesammelten Partikel bemühen und stark vom Feuchtegehalt der Partikel je nach Wetterlage beeinflusst werden können. Weiterhin finden sich bei den üblichen Messmethoden oftmals Abweichungen im Bereich bis zu 30 %, und manchmal sogar bis zu 50 %. Diese Abweichungen lassen sich zunächst dadurch vermeiden, dass nur die Trockenmasse des Feinstaubs ermittelt wird, was wiederum die Wirkung in der Luft je nach Kondensation vernachlässigt. Die Wirkung der Kondensation und Zusammenballung von Teilchen ist umso größer, je kleiner die einzelnen Teilchen sind. Dies ist der Grund für die Erweiterung der Messverfahren von PM10 auf PM2,5. Eine qualitative Analyse setzt eine Mindestmasse an Probensubstanz voraus. Die Erfassungsmethode ist entsprechend anzupassen, in der Regel durch die Erhöhung des Gesamtprobenvolumens.
Die jahrelang etablierten Filterproben, welche vor einer Analyse typischerweise stunden- bis tagelang gelagert werden, sind nur bedingt geeignet, um den Anteil schädlicher Substanzen im Feinstaub zu bestimmen, da vorhandene hochreaktive, oxidative Partikel in dieser Zeit miteinander reagieren und verflüchtigen können. Das Ziel einer neuen Messmethoden ist, diese toxischen Komponenten im Feinstaub kontinuierlich und innerhalb von Sekunden messen zu können. Auf diese Weise sollen die bekannten Gesundheitsschädigungen besser verstanden werden.

## Kategorisierung

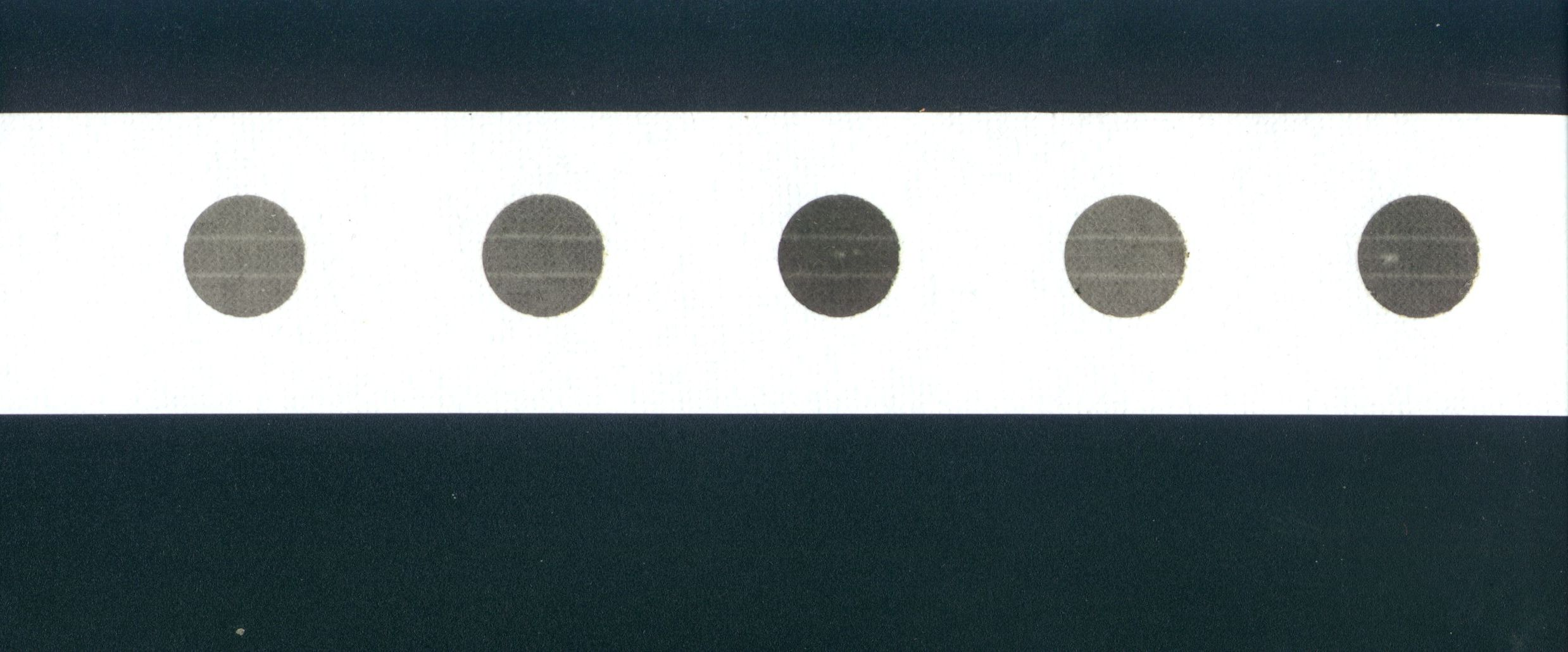
Glasfaserstreifen zur Erfassung von Feinstaub mittels Einzelproben

Die mit dem US-Standard eingeführte PM-Kategorisierung stellte eine grundlegende Veränderung in der Bewertung von Immissionen dar: Während zuvor die Gesamtimmission betrachtet wurde, lag der Fokus nun auf dem einatembaren Anteil der Immissionen. Damit wurde dem Umstand Rechnung getragen, dass feine Partikel von den Schleimhäuten im Nasenrachenraum bzw. den Härchen im Nasenbereich nur teilweise zurückgehalten werden, während gröbere Partikel keine Belastung der Atemwege darstellen, daher wird im Zusammenhang mit Feinstaub auch von inhalierbarem Feinstaub bzw. als thorakalem Schwebstaub gesprochen.
Der Feinstaub wird dabei in Kategorien eingeteilt, die nach dem maximalen Teilchendurchmesser definiert sind. PM10 steht dabei beispielsweise für alle Teilchen mit einem maximalen Durchmesser von bis zu 10 µm. In dieser Kategorie sind also alle Teilchen mit kleineren Durchmessern auch enthalten.

### PM10
In der ersten Fassung der amerikanischen Richtlinie wurde der Standard PM10 definiert, für den seit Anfang 2005 auch in der EU ein Grenzwert einzuhalten ist. Im Gegensatz zu der üblicherweise genannten Definition stellt PM10 keine scharfe Aufteilung der Immissionen bei einem aerodynamischen Durchmesser von 10 Mikrometern (10 µm) dar; vielmehr wurde versucht, das Abscheideverhalten der oberen Atemwege nachzubilden: Partikel mit einem aerodynamischen Durchmesser von weniger als 1 µm werden vollständig einbezogen, bei größeren Partikeln wird ein gewisser Prozentsatz gewertet, der mit zunehmender Partikelgröße abnimmt und bei ca. 15 µm schließlich 0 % erreicht. Technisch gesehen entspricht dies der Anwendung einer Gewichtungsfunktion (in der Fachsprache Trennkurve bzw. Trennfunktion) auf die Immissionen (in der Praxis wird dies durch einen größenselektiven Einlass an den Messgeräten erreicht). Aus dem Verlauf dieser Gewichtungsfunktion leitet sich letztendlich auch die Bezeichnung PM10 ab, da bei ca. 10 µm genau die Hälfte der Partikel in die Gewichtung eingehen. Partikel mit einer Größe zwischen 2,5 und 10 µm stammen meist aus natürlichen Quellen. Es handelt sich überwiegend um Pollen, Meeresgischt und mineralischen Staub aus Erosion.

### PM2,5
Im Jahr 1997 wurde die amerikanische Richtlinie um PM2,5 ergänzt, die dem lungengängigen (alveolengängigen) Feinstaub (auch Feinststaub genannt) entspricht. Die Definition ist analog zu PM10, allerdings ist die Gewichtungsfunktion wesentlich steiler (100 % Gewichtung < 0,5 µm; 0 % Gewichtung > 3,5 µm; 50 % Gewichtung bei ca. 2,5 µm). Diese wesentlich schärfere Trennung lässt sich bei der Messung nicht mehr durch einen speziellen Einlass erreichen, hierfür kommen in der Praxis Impaktoren oder Zyklone zum Einsatz. Partikel mit einem kleineren Durchmesser als 2,5 µm stammen meist aus unvollständigen Verbrennungsvorgängen in der Industrie, in Motoren und Öfen in Haushalten.

### „Ultrafeinstaub“
Darüber hinaus werden ultrafeine Partikel (UP bzw. UFP, „Ultrafeinstaub“) als Partikel mit einem aerodynamischen Durchmesser von weniger als 0,1 µm definiert. Der aerodynamische Durchmesser beschreibt ein gedachtes, kugelförmiges Partikel mit dem gleichen Diffusionsverhalten wie das betrachtete Partikel.
Die Konzentration ultrafeiner Partikel ist in unmittelbarer Nähe von Straßen deutlich erhöht wie laut Messung in der Schweiz auch in der Nähe des Flughafens Zürich.

## Wirkungen auf die Gesundheit
Die schädigende Wirkung von Feinstaub sieht die WHO vor allem im Hinblick auf Infektionen der unteren Atemwege (ICD-10 J15-J22), chronisch-obstruktive Lungenerkrankung (ICD-10 J 44), Lungenkrebs (ICD-10 C34) und Herz-Kreislauf-Erkrankungen (ICD-10 I10, I20, I26, I30 und weitere). Betroffen sind vor allem die Einwohner von Ländern mit niedrigen und mittleren Einkommen. Hier findet man die höchste Belastung der Außenluft in den schnell wachsenden Großstädten. In ländlichen Regionen stellt die Belastung der Innenluft meist das größere Problem dar.
Basierend auf statistischen Berechnungen des IIASA nimmt die EU (im Jahr 2015) 250 Millionen verlorene Lebensjahre aufgrund der Exposition gegenüber PM2,5 an, was einer durchschnittlichen statistischen Verkürzung der Lebenszeit von 6 bis 7 Monaten entspricht.
In weiten Teilen der Welt wird mit Brennstoffen aus Biomasse an offenen Feuerstellen geheizt und gekocht. Der dabei entstehende Rauch in den Unterkünften stellt eine sehr ernste Gesundheitsbelastung dar. In Ruanda wird beispielsweise versucht, durch Einführung effizienter Öfen einerseits die Belastung der Raumluft und andererseits die Entwaldung zu vermindern.
So starben im Jahr 2012 etwa 10,2 Millionen Menschen an durch fossile Brennstoffe entstandenen PM2,5-Partikeln; knapp zwei Drittel davon in China und Indien.
Während die gesundheitsschädigende Wirkung von Luftverschmutzung eindeutig nachzuweisen ist, gelingt dieser Nachweis für den Feinstaub alleine nur schwierig, da er meistens zusammen mit anderen Luftschadstoffen auftritt. Hier sind vor allem Ozon und Stickstoffdioxid zu nennen. Alle haben eine gemeinsame Wirkung und verstärken sich gegenseitig.
Die Korngröße von Staub entscheidet darüber, wo er mit dem menschlichen Körper in Kontakt tritt. Schwebstaub mit einer Partikelgröße von > 30 µm wird beim Einatmen auf der Schleimhaut in Mund und Nase abgeschieden. Je kleiner Partikel sind, desto tiefer können sie in die Atemwege gelangen. Die Lunge erreichen Stäube mit einer Größe < 10 µm, mit einer Größe <2,5 µm geraten sie in die Lungenbläschen. Ultrafeine Partikel mit einer Größe <0,1 µm durchdringen die Wand der Lungenbläschen und sind im Blutstrom zu finden.
Die biologische Wirkung von Feinstaub hängt nicht alleine von der Partikelgröße ab. Ein wichtiger Faktor ist seine chemische Zusammensetzung und damit seine Toxizität. Etwa 20 % gelten als hoch toxisch. Hierbei handelt es sich in erster Linie um die Produkte unvollständiger Verbrennung aus Motoren, Industrie und Hausbrand. Bei 80 % des Feinstaubs ist das Gesundheitsrisiko niedriger. Dies gilt für den Feinstaub aus natürlichen Quellen (Wüsten, Vulkanausbrüche), aber auch für den aus Reifenabrieb.

### Bestimmte inhalierbare Stäube und ihre Krankheiten
Zigarettenrauch enthält das Millionenfache des aktuellen EU-Grenzwertes an Feinstaub und schädigt in Innenräumen auch Nichtraucher. Daneben sind im Tabakrauch noch zahlreiche andere gesundheitsschädliche Substanzen enthalten. Zigarettenrauchen führt in Deutschland jährlich zu mehr Todesfällen als Aids, Alkohol, illegale Drogen, Verkehrsunfälle, Morde und Selbstmorde zusammen. Die häufigsten durch Rauchen ausgelöste Krankheiten sind die chronisch-obstruktive Lungenerkrankung (ICD-10 J 44), Lungenkrebs (ICD-10 C34) und Herz-Kreislauf-Erkrankungen (ICD-10 I10, I20, I26, I30 und weitere).
Krankheitserreger benutzen Feinstaub als Vehikel in die Atemwege. Aerosole, die beim Niesen und Husten, aber auch bei lautem Sprechen oder Singen erzeugt werden, sind häufig mit Viren und Bakterien beladen. Feinstäube aus organischem Material beherbergen oft Pilze und Parasiten. Bekommt das Immunsystem die Erreger nicht unter Kontrolle, entsteht eine Infektion der unteren Atemwege (ICD-10 J15-J22). Für Lungenentzündungen ist dieser aerogene Infektionsweg bei weitem der häufigste. In diesem Zusammenhang wird oft der Begriff Tröpfcheninfektion verwendet.
Mineralische Stäube lösen seit alters her vor allem bei beruflich exponierten Personen das Krankheitsbild der Staublunge oder Pneumokoniose (ICD-10, J60-63) aus. So wird diese Lungenerkrankung bereits auf einem 3500 Jahre alten ägyptischen Papyrus als Berufskrankheit der Steinmetze erwähnt. Stäube, die Kieselsäure, sogenannte Silikate, wie z. B. Quarz enthalten, führen zu der bekanntesten Form, der Lungensilikose (ICD-10, J62). Asbest kann als eingeatmeter Staub sowohl eine Staublunge (Asbestose, ICD-10, J61), als auch eine Krebserkrankung des Brustfells auslösen, das sogenannte Pleuramesotheliom (ICD-10 C45.0). Dies ist seit 1930 bekannt. 1993 wurde die Verwendung von Asbest in Deutschland verboten, seit 2005 in der EU.
Kohlenstaub ist in Bergwerken der Verursacher der Anthrakose (ICD-10, J60). Weitere mineralische Stäube können eine Staublunge auslösen, wenn sie eines der folgenden Mineralien enthalten: Talkum (ICD-10 J62.0), Aluminium (ICD-10, J63.0), Bauxit (ICD-10, J63.1), Beryllium (ICD-10, J63.2), Graphit (ICD-10, J63.3), Eisenerz (ICD-10, J63,4) und Zinn (ICD-10, J63.5).
Pollen sind die männlichen Keimzellen von Blütenpflanzen. Sie können eine Größe von 8 µm bis 250 µm haben. Lungengängig sind also nur die kleineren. Dabei handelt es sich in der Regel um die Pollen von Windbestäubern, denn diese sind darauf angewiesen, dass ihre Pollenkörner lange in der Luft schweben. Hierzu zählen unter anderem Gräser, Bäume und Getreide. Gelangen Pollen auf die Schleimhäute der Atemwege, können sie bei Menschen mit entsprechender Veranlagung allergische Reaktionen auslösen. Diese äußern sich als Heuschnupfen (ICD-10 J30.1) oder als allergisches Asthma bronchiale (ICD-10 J45.0).
Schimmelpilzsporen sind Zellen, die von den Pilzen zum Zweck der Vermehrung abgegeben werden. Sie haben eine Größe von 2-30 µm und sind damit lungengängig, also Teil des Feinstaubs. Schimmelpilze sind in der Natur weit verbreitet, ihre Sporen allgegenwärtig. In Deutschland erreicht ihre Konzentration in der Außenluft ihr jahreszeitliches Maximum im August. Auch Innenräume können stark belastet sein, vor allem beim Umgang mit Heu und Stroh in der Landwirtschaft. In Wohnräumen kommen als Quellen feuchte Bauteile und Einrichtungsgegenstände, aber auch Zimmerpflanzen in Frage. Wie Pollen können Schimmelpilzsporen allergische Reaktionen der Schleimhäute im Bereich der Atemwege auslösen, in Form von Heuschnupfen (ICD-10 J30.1) oder allergischem Asthma bronchiale (ICD-10 J45.0). Gerade in der Landwirtschaft ist auch die Farmerlunge bekannt. Hierbei kommt es zu einer entzündlichen Veränderung der Lungenbläschen (exogen-allergische Alveolitis, ICD-10 J67.0). Bei Menschen mit Vorerkrankungen können Schimmelpilzsporen auch zu Infektionen der Lunge führen (z. B. Invasive Aspergillose der Lunge ICD-10 B44.0).
Holzstaub entsteht bei der Bearbeitung von entsprechenden Werkstücken. Sofern es sich um lungengängige Partikel handelt, besteht hier das Risiko der Allergisierung und der Entstehung oder Verschlechterung von Asthma bronchiale (ICD-10 J45.0). Größere Partikel, die in der Nase abgeschieden werden, können dort ein Adenokarzinom der Nasennebenhöhlen (ICD-10 C31) verursachen.

### Bestimmte Krankheitsbefunde durch Feinstaub
Zu den Auswirkungen zählen die Verstärkung von Allergiesymptomen, die Zunahme von asthmatischen Anfällen sowie ein gesteigertes Risiko von Mittelohrentzündungen bei Kindern. Im Rahmen einer Metaanalyse wurde ein statistisch signifikanter Zusammenhang zwischen Feinstaubexposition und Geburtsgewicht festgestellt. Mütter, die während der Schwangerschaft hohen Feinstaubkonzentrationen ausgesetzt waren brachten kleinere Kinder zur Welt. Eine Metastudie zeigt, dass bereits Konzentrationen unterhalb der geltenden EU-Grenzwerte gefährlich sind und zu Lungenkrebs, vor allem Adenokarzinomen, führen können.
Eine Wirkung auf das Nervensystem wurde seit 2009 angenommen. 2018 zeigte eine Untersuchung einen Zusammenhang zwischen Feinstaub (PM2,5) sowie Ozon (O3) und Alzheimer-Krankheit. Dabei wurden 203 Bewohner von Mexiko-Stadt untersucht. Es wurde u. a. die Häufigkeit von Tauopathien und Beta-Amyloid untersucht. Die Exposition gegenüber Feinstaub und Ozon über den USEPA-Grenzwerten kann der Studie zufolge mit einem erhöhten Alzheimer-Risiko in Verbindung gebracht werden.
Eine 2023 im British Medical Journal („BMJ“) veröffentlichte Analyse von 16 Studien ergab, dass Feinstaub das Risiko für Demenzerkrankungen erhöht. Sogar Partikel-Konzentrationen deutlich unterhalb der in der EU geltenden Grenzwerte steigern hiernach deutlich die Erkrankungsgefahr.
Eine Studie über die gesundheitliche Auswirkung von Luftverschmutzung zeigte eine führende Rolle für Feinstaub PM 2,5 bei der Entstehung von Herz-Kreislauf-Erkrankungen und deren Rezidiven. 285 009 ursprünglich gesunde Teilnehmer wurden über einen Zeitraum von 12 Jahren beobachtet. Es zeigte sich eine signifikante Assoziation zwischen der Exposition gegenüber Feinstaub PM 2,5 und dem Auftreten der Herz-Kreislauf-Erkrankungen koronare Herzerkrankung, Vorhofflimmern, zerebro-vaskuläre Insuffizienz und Herzinsuffizienz.

### Grenzwerte und Diskussion
Im Amtsblatt der Europäischen Union werden in der Richtlinie 2008/50/EG des Europäischen Parlaments und des Rates vom 21. Mai 2008 über Luftqualität und saubere Luft für Europa die zulässigen Grenzwerte für Luftschadstoffe festgelegt. Für PM10 findet sich im Anhang XI der Richtlinie folgende Regelung:
Der Tagesmittelwert für PM10 darf die Konzentration von 50 µg/m³ Luft je Messstelle an nicht mehr als 35 Tagen im Jahr überschreiten.
Der über ein Kalenderjahr gemittelte Wert für PM10 darf die Konzentration von 40 µg/m³ Luft nicht überschreiten.
Der Grenzwert für PM2,5 ist in der 39. Bundesimmissionsschutzverordnung (BImSchV) geregelt. Danach beträgt der über ein Kalenderjahr gemittelte Zielwert für PM2,5 25 Mikrogramm pro Kubikmeter Luft.
Im Jahr 2019 wurden Zweifel an der Schädlichkeit von Feinstaub (und Stickstoffverbindungen) von 112 Lungenfachärzten geäußert. Insbesondere sahen die unterzeichnenden Ärzte „derzeit keine wissenschaftliche Begründung für die aktuellen Grenzwerte für Feinstaub und NOx“. Sie kritisierten, dass die bisher verwendeten Daten „extrem einseitig interpretiert wurden, immer mit der Zielvorstellung, dass Feinstaub und NOx schädlich sein müssen. Andere Interpretationen der Daten sind aber möglich, wenn nicht viel wahrscheinlicher.“
Bereits im November 2018 legte hingegen die Deutsche Gesellschaft für Pneumologie und Beatmungsmedizin ein Positionspapier vor, in dem ausführlich auf nachgewiesene gesundheitliche Auswirkungen von Luftschadstoffen auf den Atemtrakt, das Herz-Kreislauf-System, den Stoffwechsel, den Fötus in der Schwangerschaft sowie potentiell auch auf die neurologische Entwicklung in Kindheit und Alter eingegangen wird. Eine der Schlussfolgerungen der Autoren: „Negative Gesundheitseffekte treten auch unterhalb der derzeit in Deutschland gültigen europäischen Grenzwerte auf. Bisher konnte für die wissenschaftlich gut untersuchten Schadstoffe keine Wirkungsschwelle identifiziert werden, unterhalb derer die Gefährdung der Gesundheit ausgeschlossen ist.“ Das Risiko durch Exposition sei somit so gering wie möglich zu halten.
Als Reaktion auf die Veröffentlichung der Lungenfachärzte und die darauf folgende mediale Resonanz machte auch die Internationale Gesellschaft für Umweltepidemiologie (ISEE) in einer ausführlichen Stellungnahme deutlich, dass die gesundheitsschädliche Wirkung von Luftschadstoffen durch neuere Studien bereits unterhalb der bestehenden Grenzwerte nachgewiesen sei.
Eine aktuelle Bewertung der Gesundheitsauswirkungen von Feinstaub durch die Weltgesundheitsorganisation (WHO) hat gezeigt, dass eine erhöhte PM2,5-Belastung in Zusammenhang mit schweren Gesundheitsauswirkungen (z. B. Herz-Kreislauf-Erkrankungen) steht. Von der EU-Kommission wurden daher 2015 Höchstwerte für PM2,5 von 25 µg/m³ im Rahmen des Programms „Saubere Luft für Europa“ festgesetzt. Beim Feinstaub soll laut der WHO die Langzeitbelastung mit kleinen Partikeln (PM2,5) bei höchstens 5 µg/m³ liegen.

### Arbeitsschutz

Konventionswerte für einatembare Fraktion, thorakale Fraktion und alveolengängige Fraktion als Funktion des aerodynamischen Durchmessers gemäß DIN EN 481

Im Bereich Arbeitsschutz wird Feinstaub als Teil der Gesamtstaubbelastung betrachtet, die, in Deutschland nach den Technischen Regeln für Gefahrstoffe (TRGS), wie andere Gefahrstoffe, festgelegt und überwacht wird. Zur Messung der Staubbelastung sollen Messgeräte eingesetzt werden, die der DIN EN 481 entsprechen. Diese Norm legt Konventionen für die Staubfraktionen alveolengängige Fraktion, thorakale Fraktion sowie einatembare Fraktion fest. Die Konvention für die thorakale Fraktion entspricht dabei im Wesentlichen der Konvention der PM10-Partikelfraktion aus dem Umweltschutz, während die Konvention der alveolengängigen Fraktion zwischen PM10 und PM2,5 liegt.
Falls für einen Stoff nichts anderes explizit festgelegt worden ist, gilt, wie in der TRGS 900 definiert, seit 14. Februar 2014 der allgemeine Staubgrenzwert, der für A-Staub (Alveolengängige Fraktion) bei 1,25 mg/m³ und für E-Staub (Einatembare Fraktion) bei 10 mg/m³ liegt.
In die von der Senatskommission zur Prüfung gesundheitsschädlicher Arbeitsstoffe geführten Liste der MAK-Werte wurde Feinstaub, basierend auf der Johannesburger Konvention, Anfang der 1970er-Jahre aufgenommen.

### Ergebnisse aus der Grundlagenforschung
Ergebnisse aus der Grundlagenforschung dienen in der Medizin als Hinweis für Forschende im klinischen Bereich. Sie können nicht unmittelbar auf den Menschen bezogen werden.
- Wenn Feinstaub gleichzeitig organische Verbindungen und Eisen enthält, bilden sich in der Atmosphäre durch die Einwirkung von Sonnenlicht sogenannte Sauerstoffradikale. Diese sind bekannt dafür, dass sie im Körper Entzündungen auslösen. Möglicherweise ist dies eine Erklärung für die schädigende Wirkung von Feinstaub. Diese Mischung aus organischen Verbindungen und Eisen kommt bei ganz verschiedenen Feinstaub-Quellen vor, auch natürlichen. Das betrifft auch Staub aus Wüsten oder Vulkanen. Die Forschenden vermuten, dass der größte Teil aller Feinstäube mit Sauerstoffradikalen beladen ist.[64] Da sich diese Sauerstoffradikale innerhalb von Minuten bis Stunden verflüchtigen können, sind die etablierten Filterproben, welche vor einer Analyse typischerweise stunden- bis monatelang gelagert werden, ungeeignet um den Anteil schädlicher Substanzen im Feinstaub zu bestimmen.[65]
- Chlorid-haltiger Feinstaub, wie er aus Streusalz oder Meersalz durch Gischt entsteht, reagiert mit Stickoxiden aus Verbrennungsmotoren. Das Produkt Nitrylchlorid (NO2Cl) wird unter dem Einfluss von Sonnenlicht wiederum zu freien Sauerstoffradikalen gespalten, die die Bildung von Ozon fördern. Dieser Effekt ist sowohl in küstennahen Großstädten wie auch in Ballungszentren im Winter beobachtet worden.[66][67]

- Drucker und Kopierer emittieren Feinstaub, der schwarze Farbe (Toner) enthalten kann. Es gibt Modellversuche, die darauf hindeuten, dass Toner (der allerdings nicht einheitlich zusammengesetzt ist) ein besonderes gentoxisches Potential haben kann.[68] Eindeutige Belege für eine Schädigung von Menschen stehen derzeit aus. Das Bundesinstitut für Risikobewertung empfiehlt die Verwendung von Geräten mit dem Blauen Engel.[69]

## Wirkung auf Wetter und Klima
Informationen dazu finden sich im

## Entstehung

### Hauptverursacher und Art der Quellen
Feinstaub kann sowohl aus natürlichen wie auch aus anthropogenen (menschlichen) Quellen stammen. Welche Quelle an welchem Ort dominiert, hängt von den jeweiligen örtlichen Gegebenheiten ab.

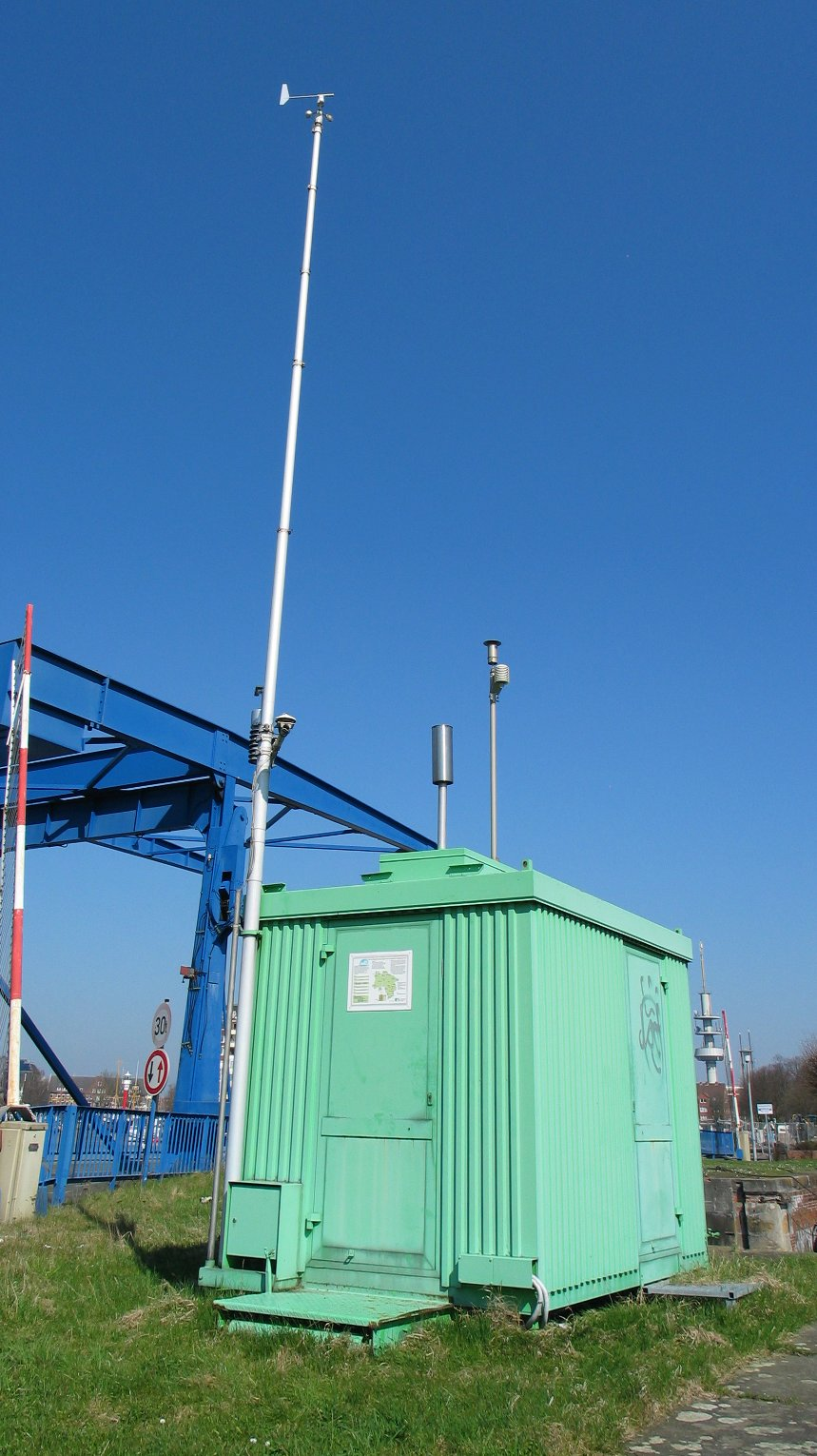
Lufthygienisches Überwachungssystem Niedersachsen: Messcontainer in Emden zur Messung der Hintergrundkonzentration

In der Literatur wird oft zwischen primärem und sekundärem Feinstaub unterschieden. Bei ersterem entsteht der Feinstaub direkt an seiner Quelle. Der sekundäre Feinstaub bildet sich aus chemischen Reaktionen von Gasen wie Schwefel- und Stickstoffoxiden, Ammoniak oder Kohlenwasserstoffen in der Atmosphäre.
Natürliche Quellen:
- Die Erosion von Gesteinen (hauptsächlich durch Wasser und Wind) samt folgender Deflation, beispielsweise Sahara-Staub
- Kleinstlebewesen, z. B. Pilzsporen
- Partikelneubildung aus Vorläufern in der Atmosphäre
- Pflanzen (Pollen vieler Pflanzen können Allergien auslösen; siehe auch Pollenflugkalender)
- Seesalz durch Gischt und Trocknung: Bei Messungen im Jahr 2004 auf der Nordseeinsel Norderney stellten Seesalze im Jahresdurchschnitt einen Anteil von 4,7 Mikrogramm Seesalz pro Kubikmeter Luft (µg/m³) am gesamten Feinstaub der Kategorie PM10. Dabei schwankten die Tageswerte erheblich zwischen 0,4 und 24,9 µg/m³. Die prozentualen Anteile am Gesamt PM10 lagen zwischen 1 % und 90 %. Die maximale Tagesdurchschnittskonzentration von 50 µg/m³ wurde hochgerechnet an 11 Tagen im Jahr überschritten.[72]
- Vulkanausbrüche (jährlich schätzungsweise 85 Millionen Tonnen Asche und Staub mit Partikelgröße bis 5 µm).[73] Nach dem Ausbruch des Eyjafjallajökull 2010 wurde auch die Wirkung von Staub aus Vulkanen näher untersucht. Nach Angaben der Weltgesundheitsorganisation und britischer Fachverbände sind Gesundheitsbeeinträchtigungen nicht ganz auszuschließen: Vulkanasche enthält Spuren gesundheitlich bedenklicher Substanzen wie Fluoride oder Schwefelsäure und kann auch allergen und allein durch ihren mineralischen Charakter reizend wirken.[74]
- Busch- und Waldbrände

Nach der Richtlinie 1999/30/EG des Rates gemäß Artikel 5(4) entfällt die Verpflichtung zur Durchführung von Maßnahmeplänen gemäß Artikel 8 Absatz 3 der Richtlinie 96/62/EG, wenn PM10-Grenzwerte durch PM10-Konzentrationen in der Luft infolge von Naturereignissen überschritten werden.
Nach Richtlinie 2008/50/EG des Rates, Kapitel III, Artikel 20 sind bei Grenzwertüberschreitungen Emissionsbeiträge aus natürlichen Quellen nicht anzurechnen. Es sind Nachweise dafür vorzulegen, dass die Quellen natürlichen Ursprungs sind.
Anthropogene Quellen:
- Die Landwirtschaft gilt als Hauptverursacher von Feinstaub, da sie nicht nur primären Feinstaub produziert, sondern – durch Ammoniak-Emissionen – zusätzlich an der Bildung von sekundärem Feinstaub beteiligt ist.[78] Während die Landwirtschaft in Deutschland für rund 45 Prozent der Feinstaubemissionen verantwortlich gemacht wird, ist es insbesondere die Massentierhaltung, die hier zu einem Anstieg der Werte führt. Das Ausbringen von Gülle führt zur Produktion von Ammoniakverbindungen, die sich in der Atmosphäre mit anderen Gasen wie Schwefel- und Salpetersäure verbinden und zu Feinstaubpartikeln verschmelzen.[9][10]
- Verkehrswege aus Asphalt sondern Feinstaub ab, wobei die Werte im Zusammenhang mit direkter Sonneneinstrahlung deutlich ansteigen.[7][8]
- Quellen von Feinstaubemissionen durch Privathaushalte sind vor allem Holzheizungen und offene Kamine, da die Verbrennung von Festbrennstoffen zu wesentlich höheren Feinstaubemissionen führt als die Verbrennung flüssiger oder gasförmiger Brennstoffe.[79]
- Staub entsteht auch infolge von Erosion von zementgebundenem Asbest aus Eternit, das früher als Dachdeckmaterial, Fassadenplatten, für Formteile wie Blumenkästen und Zäune eingesetzt wurde.[80][81][82]
- In Innenräumen sind vor allem der Rauch von Tabakwaren und Kerzen Quellen der Feinstaubbelastung.[83] Für Stäube von Laserdruckern und Tonern konnte in einer Vielzahl von Untersuchungen kein gesundheitliches Risiko festgestellt werden. Sicherheitshalber wird empfohlen, emissionsarme Geräte zu verwenden. Diese tragen den Blauen Engel.[84] Weltweit gesehen ist die Feinstaubbelastung, die beim Kochen auf offenen Feuerstellen in Innenräumen entsteht, eine der häufigsten Todesursachen.[85]
- Feinstaub kann aber auch aus gasförmigen Vorläufersubstanzen wie beispielsweise Schwefeldioxid, Stickoxiden, Salpetersäure[86], Ammoniak[86][87] oder organischen Spurenstoffen entstehen. Solche sekundär gebildeten Partikel machen 30 % bis 50 % der städtischen Hintergrundbelastung aus.[88]

EU-Bürger haben seit dem 26. Mai 2011 die Möglichkeit, genau zu sehen, wer in ihrer Umgebung Luft verschmutzt. Europäische Kommission und Europäische Umweltagentur haben im European Pollutant Release and Transfer Register neue Karten veröffentlicht, die auf einer Skala von 5 × 5 km zeigen, wo Emissionsquellen wie Straßen- und Luftverkehr u. a. Feinstaub emittieren. Bisher waren solche Werte nur punktuell, z. B. bei einzelnen Industrieanlagen, einsehbar.

### Situation in Deutschland
| Quellkategorien im Jahr 2022 (Tonnen/Jahr) |         |        |
| Staub | PM10    | PM2,5  |
| Industrieprozesse | 75.800  | 21.000 |
| Verkehr 1 | 35.200  | 21.400 |
| Landwirtschaft | 33.100  | 5.300  |
| Haushalte und Kleinverbraucher 2 | 24.900  | 23.800 |
| Energiewirtschaft | 5.300   | 4.900  |
| Abfall und Abwasser | 4.600   | 4.400  |
| Verarbeitendes Gewerbe | 3.200   | 2.900  |
| Diffuse Emissionen aus Brennstoffen | 2.300   | 500    |
| Militär 3 | 100     | 100    |
| Gesamt | 184.600 | 84.300 |
| 1 ohne land-, forst-, fischerei- & bauwirtschaftlichen Verkehr 2 inkl. land-, forst- & fischereiwirtschaftlichem Verkehr 3 inkl. militärisch genutzter Fahrzeuge & mobiler Geräte |         |        |

Nach Angaben des Umweltbundesamtes (UBA) geht die Feinstaubbelastung in Deutschland seit Jahren zurück. Während im Jahr 1995 noch eine PM10-Emission von 347.000 Tonnen gemessen wurde, waren es 2021 noch 183.990 Tonnen. In der Kategorie PM2,5 waren es 1995 201.600 Tonnen und 2021 83.380 Tonnen.

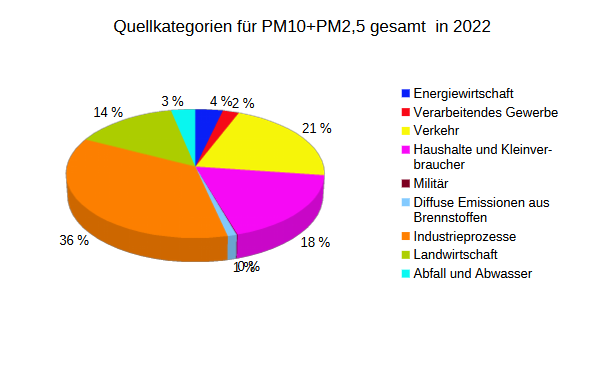
Quellkategorien im Jahr 2022

Aufgrund der großen Zahl an Verursachern ist die Feinstaubbelastung in den Ballungszentren besonders hoch, während im Umland niedrigere Werte gemessen werden. Die höchsten Werte registrierten die verkehrsnahen Messstationen. Hier lagen die Konzentrationen in den 1990er Jahren um 50 µg/m³ Luft, 2021 unter 20 µg/m³.

#### Böllerverbot
Das Umweltbundesamt und der Verband der pyrotechnischen Industrie (VPI) haben sich auf eine Messmethode geeinigt, um die Feinstaubbelastung zu quantifizieren, die beim Abbrand der Feuerwerke in Deutschland erzeugt wird. Danach sind es jährlich 2.050 Tonnen Feinstaub der Kategorie PM10 und somit 1 % der Gesamtemission pro Jahr, der Großteil davon an Silvester.
Dem war eine Kontroverse über die richtige Erfassungsmethode vorausgegangen. Nach einer Meldung im Greenpeace Magazin ging der VPI von einer durch das Silvester-Feuerwerk erzeugten Menge von 1.477 Tonnen Feinstaub aus. Eine PM-Kategorie wurde in der Meldung nicht angegeben.

#### Hausheizung
Hausheizungen tragen erheblich zur Feinstaubbelastung bei. Sie unterliegen den Regelungen der Bundes-Immissionsschutzverordnung über kleine und mittlere Feuerungsanlagen (1. BImSchV). Allerdings sanken gemäß Umweltbundesamt die Feinstaubemissionen von Kleinfeuerungsanlagen seit 2010 deutlich. So sanken die PM10 Emissionen von 32.880 Tonnen im Jahr 2010 auf 21.290 Tonnen im Jahr 2021. Die PM2,5 Emissionen sanken im gleichen Zeitraum von 31.040 auf 20.110 Tonnen. Davor übersteigen die Feinstaubemissionen alleine der Holzfeuerungsanlagen sogar die Auspuffemissionen (nicht die Gesamtemissionen) aus dem Straßenverkehr. Während Gas- und Ölfeuerungen, sowie Holzvergaser, Pelletheizungen und Hackschnitzelheizungen relativ niedrige Emissionen aufweisen, sind die meist mit Scheitholz betriebenen Einzelraumöfen besonders kritisch. Für diese gilt nach § 26 BImSchV die Übergangsregelung für Einzelraumfeuerungsanlagen für feste Brennstoffe.
Nach Angaben des Bundesverbandes des Schornsteinfegerhandwerks hielten 2018 bundesweit rund vier Millionen Kamin-, Kachelöfen und andere Feuerstätten für feste Brennstoffe die geforderten Grenzwerte nicht ein. Dirk Messner, der Präsident des Umweltbundesamtes, schlug einen Abschied vom Heizen mit Holz in Haushalten vor, da dieses aus Luftqualitätsperspektive viel Schaden anrichte. Neben gesundheitsgefährdenden Luftschadstoffen wie Feinstaub und polyzyklisch aromatischen Kohlenwasserstoffen (PAK) entstehen auch klimaschädliches Methan, Lachgas und Ruß.

#### Beseitigung pflanzlicher Abfälle durch Verbrennen
Besonders bei Wetterlagen, die wegen geringer Windbewegungen in Verbindung mit einer Temperaturinversion (kalte Luft am Boden, warme Luft darüber) den Luftaustausch in der bodennahen Luftschicht einschränken, lässt die Beseitigung von pflanzlichen Abfällen durch Verbrennen außerhalb von Abfallbeseitigungsanlagen die Luftbelastung mit Feinstaub auch über den gültigen EU-Tagesmittelwert hinaus ansteigen.
Das Verbrennen von Reisig und Schlagabraum in der Forstwirtschaft ist zwar in Deutschland in den meisten Bundesländern erlaubt, aber nur bei Befall mit Borkenkäfern. Auch dann ist Häckseln die bessere Alternative.

#### Schadstoffemissionsregister
Die Umsetzung des Europäischen Schadstoff-Freisetzungs- und Verbringungsregisters (E-PRTR) in Deutschland vollzieht das Umweltbundesamt mit der Internetplattform Thru.de. Hier können u. a. deutschlandweit die Standorte von Betrieben nach Branchen getrennt auf der Karte eingesehen werden.

### Situation in der Schweiz
Im Jahr 2010 verursachten in der Schweiz Öl- und Gasfeuerungen ca. 4 % und Holzfeuerungen rund 16 % der Feinstaubemissionen (PM10). Beim Straßenverkehr lag dieser Wert im Jahr 2016 bei ca. 20 %.
Zur Frage der wichtigsten Verursacher von Feinstaub in der Schweiz wurde 2012 von der Eidgenössischen Materialprüfungs- und Forschungsanstalt (Empa) eine Studie im Auftrag des Bundesamtes für Umwelt (BAFU) durchgeführt.
Die Studie untersuchte Feinstaub der Kategorie PM10 und teilte ihn in folgende Gruppen ein, die stofflich differenziert werden können:
- Nitratreiche sekundäre Aerosole (NSA)
- Sulfatreiche sekundäre Aerosole (SSA)
- Mineralstaub
- Staub aus Holzfeuerung
- Strassensalz
- Staub aus dem Strassenverkehr

Die Konzentrationen dieser Gruppen wurden an mehreren Messstellen erfasst. Je nach Lage der Messstelle waren die Ergebnisse verschieden (städtischer Verkehrsstandort mit deutlich höheren Werten als nicht direkt verkehrsexponierte Stadt-Standort wie auch Land, Alpennordseite und Alpensüdseite), sie schwankten jedoch auch jahreszeitlich (Holzfeuerung, NSA, SSA). Eine Zuordnung von NSA und SSA zu menschlichen Aktivitäten (z. B. Landwirtschaft) wurde von den Autoren nicht vorgenommen.
Im Bericht von 2023 lagen die Werte für PM2,5 für alle Stationen knapp unter dem Grenzwert. Allerdings hatte die WHO den empfohlenen Grenzwert schon 2021 von 10 auf 5 µg/m³ gesenkt, was 2023 in der Schweiz einzig am Voralpen-Standort erreicht wurde.

## Reduktion

### Europäische Union

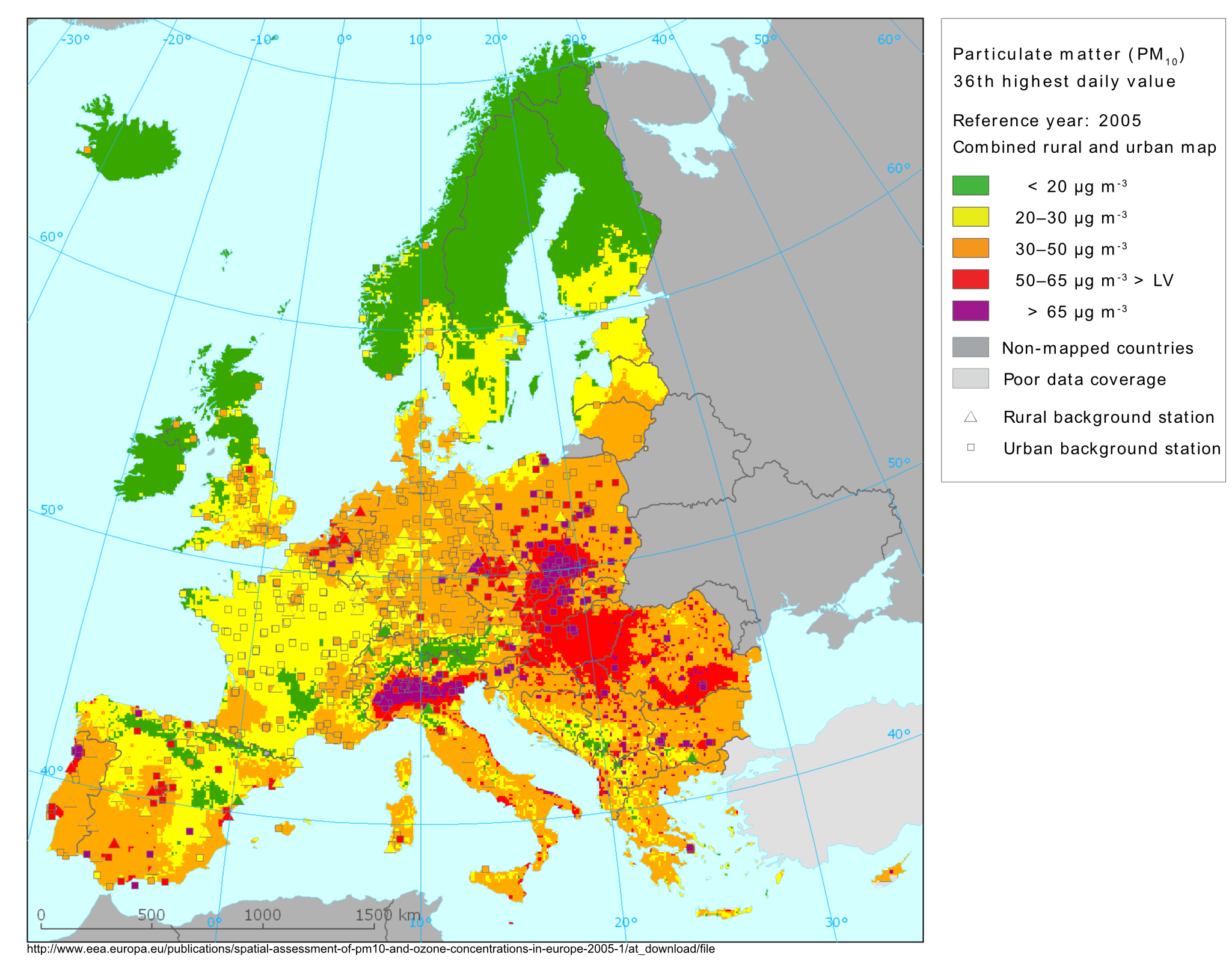
Feinstaubbelastung (PM_{10}) in Europa.

In Europa wurden erstmals mit der Richtlinie 80/779/EWG vom 15. Juli 1980 (in deutsches Recht umgesetzt mit der Verordnung über Immissionswerte – 22. Bundes-Immissionsschutzverordnung) Grenzwerte für Feinstaub festgelegt. Diese Richtlinie wurde im Laufe der Jahre weiterentwickelt:
1. Seit dem 1. Januar 2005 beträgt der einzuhaltende Tagesmittelwert für PM10 50 µg/m³ bei 35 zugelassenen Überschreitungen im Kalenderjahr. (In Österreich sind von 1. Januar 2005 bis 31. Dezember 2009 nur 30 Überschreitungen/Jahr erlaubt)
2. Seit dem Jahr 2005 beträgt der Jahresmittelwert für PM10 40 µg/m³.
3. Seit dem 1. Januar 2010 darf der einzuhaltende Tagesmittelwert für PM10 weiterhin 50 µg/m³ betragen, die ursprünglich vorgesehenen nur noch 7 zugelassenen Überschreitungen im Kalenderjahr sind durch Richtlinie 2008/50/EG vom 21. Mai 2008 (Anhang XI) wieder auf die ursprünglich zulässigen 35 Überschreitungen korrigiert worden.
4. Seit dem Jahr 2010 sollte der Jahresmittelwert für PM10 nur noch 20 µg/m³ betragen. Auch dies ist durch die Richtlinie 2008/50/EG wieder entschärft worden, so dass seit 2010 weiter der Jahresmittelwert für PM10 40 µg/m³ gilt.[108]

Bei Grenzwertüberschreitung ist ein Luftreinhalteplan oder Aktionsplan aufzustellen. Darin werden in den einzelnen europäischen Ländern unterschiedliche Strategien verfolgt:
- In London hat die 2003 eingeführte City-Maut zwar den Verkehr verringert, die Feinstaubbelastung (Immissionen) blieb aber praktisch konstant. Seit Juli 2005 beträgt die Gebühr 8 £. Im Jahr 2007 wurde die Mautzone vergrößert.[109]
- In Italien gibt es Fahrverbote, die generell, nur sonntags oder abwechselnd für Fahrzeuge mit geradem oder ungeradem Kennzeichen gelten.
- In Österreich gibt es Subventionen für Partikelfilter bei Dieselfahrzeugen sowie Förderung von Biodiesel. Außerdem gibt es Luftsanierungsgebiete – z. B. in Teilen des Inntals in Tirol oder im Großraum Graz sowie Feinstaubtempolimits auf diversen Autobahnen.[110]
- In Deutschland wurde der Einbau von Partikelfiltern steuerlich gefördert. Mehrere Kommunen haben 2008 Umweltzonen eingeführt, die von Fahrzeugen mit hohen Feinstaubemissionen nicht befahren werden dürfen. Weitere Kommunen planen die Einführung von Umweltzonen im Laufe der Zeit. Der Einsatz von Partikelminderungssystemen wird ab 2009 bei Lkw durch die Einordnung in eine günstigere Mautkategorie entsprechend ausgerüsteter Fahrzeuge gefördert.

### Deutschland
Die Bundesregierung hatte am 31. Mai 2006 eine Verordnung zur Kennzeichnung emissionsarmer Kraftfahrzeuge (Kennzeichnungsverordnung) nach § 40 Abs. 3 des Bundesimmissionsschutzgesetzes beschlossen. Sie sollte dazu beitragen, die Feinstaubbelastung zu reduzieren, die in den Städten damals vielfach als zu hoch empfunden wurde. Dazu sah die Verordnung eine bundesweit einheitliche Kennzeichnung von Autos, Lastwagen und Bussen mit Plaketten nach Höhe ihrer Feinstaubemission vor. Zudem wurde ein neues Verkehrszeichen „Umweltzone“ eingeführt, das ein feinstaubbedingtes Fahrverbot signalisiert. In einer solchen Zone dürfen seither lediglich Fahrzeuge fahren, die eine bestimmte Plakette auf der Windschutzscheibe tragen. Die GTÜ (Gesellschaft für technische Überwachung) in Stuttgart bietet einen Dienst auf ihrer Webseite an, mit dem festgestellt werden kann, welche Feinstaubplakette für welches Fahrzeug erhältlich ist. Die Wirksamkeit und Rechtmäßigkeit der Maßnahmen wurde indes angezweifelt. Gegenwärtig wird außerdem kritisiert, dass einseitig auf den Kraftfahrzeugverkehr ausgerichtete Maßnahmen dem Verursacherprinzip nicht hinreichend Rechnung tragen, da die Feinstaubemissionen aus Industrie und privaten Feuerungsanlagen nicht herangezogen würden.
Da aufgrund von Messungen bei direkteinspritzenden Ottomotoren festgestellt wurde, dass die Kraftstoffverbrauchseinsparung mit einer erheblichen Zunahme an Feinstaubausstoß einhergeht, kam es bei Festsetzung der Grenzwerte der ab 2014 geltenden „Euro 6“-Schadstoffnorm zum politischen Streit. 2011 setzten sich Herstellerverbände angeblich dafür ein, den Grenzwert höher anzusetzen als für Dieselmotoren. Dieser Plan stieß bei Umweltlobbyisten auf harsche Kritik. Bei einer Umfrage durch die Meinungsforschungsinstitut YouGov haben sich 64 % der 961 Befragten für Fahrverbote bei hoher Feinstaubbelastung in deutschen Innenstädten ausgesprochen.
2021 sollte ein neues Verfahren für die Abgasuntersuchung von Autos in Kraft treten, mit dem der Ausstoß von Feinstaubpartikeln geprüft werden soll. Die Einführung des angekündigten strengeren Messverfahrens könnte sich aber bis Mitte 2023 verzögern.

### Schweiz
In der Schweiz wurde die Messmethode für Abgasnachkontrollen bei Dieselfahrzeugen per 1. Januar 2023 verbessert.

### Feinstaubreduktion in Innenräumen
Bis heute wird die Feinstaubbelastung durch Tabakrauch in Innenräumen häufig ignoriert, obwohl sie alle Grenzwerte bei weitem übersteigt.
Weitere Feinstaubquellen in Innenräumen sind Laserdrucker, Kopierer, Kerzen, Kochaktivitäten und Staubsauger ohne Filter. In einer Studie des DAAB und der Gesellschaft für Umwelt- und Innenraumanalytik (GUI), Mönchengladbach aus dem Jahr 2005, stellte man einen signifikanten Anstieg von Feinstaub in der Innenraumluft von Räumen mit Glattböden fest. Das spräche für den Einsatz von Teppichböden in Innenräumen, um die Belastung mit Feinstaub zu reduzieren und damit auch die Menge von allergenen Stoffen in der Raumluft. Nach den Messergebnissen liegt der arithmetische Mittelwert der Feinstaubkonzentration in Räumen mit Glattböden mit 62,9 μg/m³ deutlich oberhalb des gesetzlichen Grenzwertes von 50 μg/m³. Bei den Haushalten mit Teppichböden liegt der Mittelwert bei 30,4 μg/m³, und damit deutlich unterhalb des Grenzwertes. Das Justizministerium Niedersachsen tauschte, nachdem erhöhte Feinstaubwerte im Amtsgericht Burgwedel festgestellt wurden, einem Ministeriumssprecher zufolge im Jahr 2012 alle 4.033 Laserdrucker „zur Vorsorge und Beruhigung der Mitarbeiter“ gegen emissionsarme Tintenstrahldrucker aus.
Feinstaubbelastung in Innenräumen ist ein wichtiges Thema der Arbeitsmedizin. Ein besonderes Risiko besteht bei der Bearbeitung mineralischer Werkstücke, bei der Holzbearbeitung, aber auch in Küchen und beim Friseurhandwerk. Der Schutz der Arbeitnehmer ist in der Gefahrstoffverordnung und den Technischen Regeln für Gefahrstoffe (TRGS) festgelegt. Sie werden vom Ausschuss für Gefahrstoffe der Bundesanstalt für Arbeitsschutz und Arbeitsmedizin (BAuA) herausgegeben.

### Andere Länder
Die höchste Feinstaubbelastung aller 31 OECD-Hauptstädte weist Seoul auf. Der weitere Ausbau des öffentlichen Personennahverkehrs (siehe U-Bahn Seoul) soll einen Rückgang des Kraftverkehrs herbeiführen; daneben will die Regierung Anreize zur Benutzung weniger stark verschmutzender Fahrzeuge und zum Einbau emissionssenkender Technik geben.

### WHO
Die WHO-Luftgüte-Richtlinie (Stand 2021) sieht folgende Grenzwerte vor:
- PM2,5:  Jahresmittel maximal 5 µg/m³
- PM2,5: Tagesmittel maximal 15 µg/m³ mit 3-4 zulässigen Tagen, an denen eine Überschreitung möglich ist
- PM10:  Jahresmittel maximal 15 µg/m³
- PM10:  Tagesmittel maximal 45 µg/m³ mit 3-4 zulässigen Tagen, an denen eine Überschreitung möglich ist

Die Richtwerte der WHO liegen damit deutlich unter den rechtswirksamen Grenzwerten der EU (s. o.).

## Physikalische Eigenschaften
Die Physik der Staubpartikel in der Atmosphäre und ihre numerische Simulation beruhen auf dem Massen-, Impuls- und Energieerhaltungssatz. Die Anzahl, Größenverteilung und Zusammensetzung von Partikeln in der Luft sind abhängig von ihrem Eintrag in die Atmosphäre (Emission), dem Austrag durch trockene oder nasse Deposition, chemischen Reaktionen, physikalischen Effekten wie Koagulation und Kondensation sowie der Luftbewegung.
Zur Modellierung verwendete man zunächst meteorologisch-chemische Modelle, die für die Simulation des Verhaltens von Gasen in der Luft entwickelt worden waren. Sie werden als Chemie-Transport-Modelle (CTM) bezeichnet. Mit Hilfe sogenannter Aerosolmodule gelang es, die CTMs zu verbessern und auch das Verhalten von Partikeln besser zu simulieren. Derart angepasste CTMs nennt man auch Aerosol-Chemie-Transport-Modelle (ACTM).

### Feinstaubtransport mit der Luft
Feinstaubpartikel setzen sich bedingt durch ihre geringe Größe nur langsam ab. Die stationäre Sinkgeschwindigkeit bei angenommener laminarer Umströmung des Partikels ergibt sich aus dem Gleichgewicht von Schwerkraft, Auftrieb und Reibungskraft zu
{\displaystyle u={\frac {d^{2}\cdot \Delta \rho \cdot g}{18\cdot \eta }}}
(Sinkgeschwindigkeit {\displaystyle u}, Partikeldurchmesser {\displaystyle d}, Dichtedifferenz {\displaystyle \Delta \rho }, Fallbeschleunigung {\displaystyle g}, Luftviskosität {\displaystyle \eta })
Durch Einsetzen eines Mikrometer-Partikels der Dichte 1000 kg/m³ in diese Gleichung erhält man damit eine Sinkgeschwindigkeit in Luft (Viskosität etwa 20·10−6 Pa·s) von etwa 3·10−5 m/s oder 10 cm/Stunde. Das Partikel würde in einer turbulenzfreien horizontalen Strömung der Geschwindigkeit 1 m/s auf eine Strecke von etwa 70 km nur 2 m an Höhe verlieren. Kleinere Partikel sinken noch weitaus langsamer, während größere Partikel mit einem Durchmesser von 10 Mikrometern in einer Stunde 10 m absinken würden.
Staub folgt auch den Stromlinien der Luft, er wird mit dem Wind transportiert. Unter bestimmten Bedingungen kann Feinstaub auch über Kontinentalgrenzen hinweg transportiert werden. Auch in sogenannte „Umweltzonen“ wird Staub von außerhalb eingetragen.

### Korngrößenverteilung und Koagulation
Sehr kleine Partikel mit einem Durchmesser von weniger als 0,1 µm entstehen bei unvollständiger Verbrennung oder bilden sich aus gasförmigen Vorläufersubstanzen. Wenn sie aufeinandertreffen, bleiben sie häufig aneinander haften und bilden größere Partikel. Dadurch geht die Anzahl der ultrafeinen Partikel in der Luft meist rasch zurück. Dieser Vorgang wird als Nukleation, Koagulation oder Agglomeration bezeichnet.
Wegen ihrer jeweils sehr geringen Masse tragen ultrafeine Staubteilchen nur einen sehr kleinen Anteil zur Gesamtmasse des Staubs bei, obwohl sie bei weitem die häufigsten Partikel in der Luft sind. Die Partikelanzahlkonzentration liegt typischerweise im Bereich von 5.000 bis 50.000/cm³. An einer Messstation im Ruhrgebiet, die den städtischen Hintergrund repräsentiert, wurde eine mittlere Partikelkonzentration von 13.000/cm³ (Median 11.500/cm³) gemessen. Bei einer Vergleichsstation an einer stark befahrenen Straße betrug die Partikelanzahlkonzentration 25.500/cm³ (Median 18.000/cm³).
Das Volumenspektrum von Staubteilchen in der Atmosphäre zeigt üblicherweise eine dreigipfelige Verteilung, es sind also drei Moden erkennbar. Die kleinsten Teilchen zeigen einen Gipfel um den Partikelradius von 0,018 µm, die Nukleationsmode. Diese Partikel koagulieren innerhalb weniger Stunden oder Tage mit anderen Partikeln und werden so aus der Luft entfernt. Die Nukleationsmode kann fehlen, wenn nicht ständig neue Nukleationsaerosole nachgeliefert werden.
Bei den etwas größeren Partikeln hat die Verteilung ein weiteres Maximum um den Partikelradius 0,1 µm, die sogenannte Akkumulationsmode. Die Lücke zwischen Nukleations- und Akkumulationsmode entsteht dadurch, dass ein kleiner und ein mittelgroßer Partikel eher koagulieren als zwei kleine.
Diese größeren Feinstaub-Partikel mit Durchmessern von 80 nm bis 1 µm entstehen durch die Koagulation kleinerer Partikel oder die Anlagerung von Gasen. Ihre Verweildauer in der Atmosphäre ist mit mehreren Tagen vergleichsweise hoch. Sie werden überwiegend durch nasse Deposition aus der Luft entfernt. Solche Partikel können über mehrere tausend Kilometer transportiert werden, sofern entlang ihrer Zugbahn kein Niederschlag fällt. Falls die Verdünnung der Partikel zusätzlich durch eine Inversionsschicht behindert wird, können hohe Feinstaub-Konzentrationen in größerer Entfernung vom Entstehungsort auftreten.
Das dritte Maximum, die Dispersionsmode, besteht überwiegend aus vom Boden aufgewirbeltem Grobstaub. Solche Grobpartikel mit Durchmessern von mehr als 1 µm entstehen meist durch Winderosion oder durch mechanischen Abrieb.
Feinstaub-Teilchen unterliegen der nach unten gerichteten Sedimentation und der Diffusion, die sie von der hohen zur niedrigen Konzentration gelangen lässt. Aus dieser Überlegung lässt sich herleiten, dass für das Zusammentreffen zweier Partikel die Koagulationsrate J sowohl proportional zur Summe der Radien beider Partikel als auch zur Summe ihrer Diffusionskoeffizienten ist.
{\displaystyle J=4\cdot \pi \cdot (R_{1}+R_{2})\cdot (D_{1}+D_{2})\cdot n_{1}(\infty )\cdot n_{2}(\infty )}
(Koagulationsrate {\displaystyle J}, Partikelradius {\displaystyle R}, Diffusionskoeffizient {\displaystyle D}, Partikelanzahl {\displaystyle n})
Radius und Diffusionskoeffizient wirken entgegengesetzt. Kleine Partikel haben einen großen Diffusionskoeffizienten, ein Aufeinandertreffen ist wegen ihres geringen Durchmessers aber unwahrscheinlich. Für große Teilchen ist der Einfluss der Diffusion gering. Bei zwei kleinen Partikeln ist die Summe ihrer Radien klein, bei zwei großen die Summe ihrer Diffusionskoeffizienten. Das Produkt aus den Summen bleibt in beiden Fällen klein. Für zwei unterschiedlich große Partikel ist die Koagulationsrate proportional zum Produkt des größeren Radius des großen und des höheren Diffusionskoeffizienten des kleinen Partikels. Die Koagulationsrate ist daher bei Partikeln von sehr unterschiedlicher Größe am höchsten.

## Recht

### Europäische Union
Nach der Richtlinie 80/779/EWG wurden die Mitgliedstaaten zur Einhaltung folgender Grenzwerte ab 1. April 1983 verpflichtet:
- 80 µg/m³ für den Median der während des Jahres gemessenen Tagesmittelwerte von Schwebstaub;
- 130 µg/m³ für den Median der im Winter gemessenen Tagesmittelwerte von Schwebstaub;
- 250 µg/m³ für den 98-Prozent-Wert der Summenhäufigkeit aller während des Jahres gemessenen Tagesmittelwerte von Schwebstaub, eine Überschreitung ist nur einmal an höchstens drei aufeinanderfolgenden Tagen erlaubt.

Der Europäische Gerichtshof hat 1991 festgestellt, dass die Bundesrepublik Deutschland die Richtlinie nicht rechtzeitig umgesetzt hatte; die Grenzwerte wurden jedoch eingehalten. Die Bundesrepublik Deutschland berief sich darauf, dass mit dem Bundes-Immissionsschutzgesetz vom 15. März 1974 bereits der Schutz gewährleistet sei. Außerdem sei die TA Luft entsprechend angepasst worden. Die Kommission sah jedoch darin keine hinreichenden Regelungen. Das Gericht beanstandete unter anderem, dass die TA Luft in ihrem Geltungsumfang nicht dem Charakter der Richtlinie entspreche. Insbesondere sei „der Schwellenwert, von dem an Umwelteinwirkungen als schädlich anzusehen sind, nicht festgelegt“.
Die 1996 beschlossenen Richtlinie 96/62/EG schreibt Mess- und Informationspflichten auch zu Feinstaub vor. Wegen Verstoßes dagegen hat der Europäische Gerichtshof Frankreich und Spanien in Vertragsverletzungsverfahren verurteilt.
Die 1999 beschlossene Richtlinie 99/30/EG legt für die Zeit ab 1. Januar 2005 folgende Grenzwerte fest:
- 50 µg/m³ für den 24-Stunden-Mittelwert von PM10, es sind 35 Überschreitungen pro Jahr erlaubt;
- 40 µg/m³ für den Jahresmittelwert von PM10.

Ebenfalls in der Richtlinie 99/30/EG ist festgelegt, dass am 1. Januar 2010 folgende Verschärfungen der Grenzwerte in Kraft treten sollten, wenn sie nicht vorher geändert werden:
- weiterhin 50 µg/m³ für den 24-Stunden-Mittelwert von PM10, es sind jedoch nur noch 7 Überschreitungen pro Jahr erlaubt;
- 20 µg/m³ für den Jahresmittelwert von PM10.

Diese geplante Verschärfung wurde mit der Richtlinie 2008/50/EG am 21. Mai 2008 (Anhang XI) außer Kraft gesetzt.
Die zuständigen Behörden müssen bei Überschreitungen kurzfristig mit Aktionsplänen Gegenmaßnahmen treffen. Sie sind verpflichtet, Luftreinhaltepläne aufzustellen, wenn zukünftig geltende Grenzwerte deutlich überschritten werden.
In mehreren europäischen Ballungsgebieten werden die Grenzwerte überschritten. Im Jahr 2005 hat Stuttgart als erste deutsche Stadt am 13. März den Grenzwert zum 35. Mal überschritten. In Österreich ist die Feinstaubbelastung in Graz am stärksten: so wurde im Jahr 2003 der zulässige Grenzwert 50 µg/m³ an insgesamt 135 Tagen statt der maximal zulässigen 35 Tagen überschritten. Wegen angeblich aus Osteuropa importierten Feinstaubs wurde in Belgien am 8. Februar 2010 auf Autobahnen und Landstraßen vorläufig die maximal zulässige Geschwindigkeit auf 90 km/h und in Brüssel auf 50 km/h herabgesetzt. Am 9. Februar 2010 wurde ebenfalls für die Ile-de-France („Ballungsraum Paris“) Feinstaubalarm gegeben.

### Schweiz
In der Schweiz beträgt der Grenzwert für PM10 für den Jahresmittelwert 20 µg/m³. In dicht besiedelten Regionen und entlang von stark befahrenen Verkehrsachsen wurde dieser Wert im Jahr 2000 und im Winter 2005 Mittelland (Schweiz) überschritten.
Der Grenzwert für PM10 als 24-h-Mittelwert von 50 µg/m³ darf höchstens dreimal im Jahr überschritten werden. Dies kann aber nur in wenigen Jahren und wenigen Kantonen eingehalten werden.
Die permanente Überschreitung von Grenzwerten lässt viele Schweizerinnen und Schweizer an der Glaubwürdigkeit von Grenzwerten zweifeln.  Der Feinstaub-Tagesmittelwert wurde im Februar 2006 um das Vielfache überschritten, so in Lausanne mit 223 µg/m³. Als Sofortmaßnahme wurden in elf Kantonen vom 3. Februar bis zum 8. Februar 2006 die Geschwindigkeitslimits auf den Autobahnen auf 80 km/h herabgesetzt. In gewissen Kantonen wurde das Anzünden von Kaminfeuern untersagt.
Einer Doktorarbeit von Peter Straehl (Kanzerogene Luftschadstoffe in der Schweiz, 2003) ist zu entnehmen, dass in der Schweiz pro Jahr rund 300 Krebsfälle durch „partikelförmige Luftschadstoffe“ verursacht werden. Die Herabsetzung von diesbezüglichen Emissionen durch z. B. schadstoffärmere Lkw-Motoren wird aber nicht im vorgeschlagenen Tempo, sondern im Gleichschritt mit den langsamer sich senkenden EU-Normen verwirklicht.
Hingegen dürfen in der Schweiz keine Baumaschinen mehr ohne Partikelfilter verkauft werden. Alte Maschinen mit Baujahr vor 2000 müssen bis 2015 nachgerüstet sein.
Nach der Dürre und Hitze in Europa 2018 hat die Genossenschaft Migros Aare kurz vor Silvester verlauten lassen, sie werde ab sofort dauerhaft auf den Verkauf von Feuerwerkskörpern verzichten. Während der Dürre und Hitze in Europa 2022 ließ die Migros auf Anfrage verlauten, dass nun alle zehn Genossenschaften den Verkauf von Feuerwerkskörpern eingestellt haben. In der Schweiz werden durch Feuerwerke 320 Tonnen Feinstaub pro Jahr freigesetzt, was 2 Prozent der jährlichen Emissionen entspricht.

### USA
Der 24-Stunden-Mittelwert für PM10 darf 150 µg/m³ höchstens einmal pro Jahr überschreiten (auf Basis eines 3-Jahres-Durchschnitts). Der Grenzwert von 50 µg/m³ für den Jahresmittelwert wurde im Dezember 2006 aufgehoben, weil es keine Beweise für gesundheitliche Probleme bei Langzeitexposition gab.
Bei PM2,5 beträgt der Grenzwert für den Mittelwert von drei Jahren 15 µg/m³. Zusätzlich muss der Mittelwert in der 98. Perzentile der 24-Stunden-Werte dreier Jahre 65 µg/m³ einhalten.
Die nationale Umweltschutzbehörde U.S. Environmental Protection Agency hatte die PM2,5-Grenzwerte 1997 erlassen, wogegen Industrieorganisationen und Bundesstaaten klagten und 1999 gewannen. Dieses Urteil wurde jedoch 2001 vom Bundesgericht (Supreme Court) aufgehoben und festgestellt, dass die Umweltbehörde verfassungsgemäß ermächtigt wurde, Grenzwerte festzulegen, und dabei nicht die daraus resultierenden wirtschaftlichen Kosten zu beachten braucht. 2002 stellte ein Gericht dazu fest, dass die Umweltschutzbehörde weder ihren Ermessensspielraum überschritten noch willkürlich gehandelt hat.

## Messtechnische Erfassung von Feinstaub
Die messtechnische Erfassung von Feinstaub kann emissionsseitig mittels eines zweistufigen Kaskadenimpaktors erfolgen. Dessen erste Stufe dient der Grobabscheidung, während die zweite Stufe die Fraktion PM10 und der Endfilter die Fraktion PM2,5 sammelt. Immissionsseitig wird ein gravimetrisches Verfahren als Referenzmessverfahren beschrieben: Staubhaltige Luft wird durch einen größenselektiven Einlass gesaugt und über einen Filter geleitet. Dieser wird anschließend ausgewogen.
Bei amtlichen Immissionsmessungen dienen gravimetrische Verfahren als Referenzmethode, aber auch zur Bestimmung der 24-Stunden-Werte. Üblicherweise stehen diese Werte jedoch erst mit einigen Tagen bis mehreren Wochen Verzögerung zur Verfügung, da die beladenen Filter (bzw. Filtermagazine) zunächst von der Messstation in ein Labor verbracht und dort ausgewogen werden müssen.
Da die Öffentlichkeit zumindest über die aktuelle Belastung der Umgebungsluft mit der Feinstaubfraktion PM10 stündlich unterrichtet werden soll, kommen in den amtlichen Messstationen auch kontinuierlich arbeitende Verfahren zum Einsatz, beruhend z. B. auf
- Radiometrischer Staubmessung (Abschwächung von Beta-Strahlung beim Durchgang durch eine Filterprobe),
- dem sog. TEOM-Prinzip (Verstimmung der Resonanzfrequenz eines Biegeschwingers aufgrund anfiltrierten Feinstaubs),
- Lichtstreuung (sog. Aerosolspektrometer).

Zur Erfassung von Feinstaub in der Innenraumluft kommen unter anderem
- gravimetrische Verfahren,
- photometrische Verfahren,
- Kondensationspartikelzähler und
- Aerosol-Elektrometer

zum Einsatz. Messgrößen sind Partikelmassenkonzentration, Partikelanzahlkonzentration, Partikeloberflächenkonzentration oder Partikelvolumenkonzentration. Um die Zuverlässigkeit von Messungen zu überprüfen, wurden in Deutschland in den 1980er-Jahren entsprechende VDI-Richtlinien von der Kommission Reinhaltung der Luft entwickelt.